# توحن
توحن (بالصومالية: Tooxin)‏ بلدة صغيرة في محافظة جردفوي شمال شرق الصومال، في ولاية بونتلاند المتمتعة بالحكم الذاتي.

## الموقع
تقع بلدة توحن في شمال شرق الصومال في 11°45′2.87″N 51°15′18.11″E / 11.7507972°N 51.2550306°E، متاخمة لـمضيق جردفوي في خليج عدن، وتبعد البلدة عن مدينة بارجال قرابة 35 ميلا نحو الشمال.

## إدارة
في 8 أبريل 2013 أعلنت حكومة بونتلاند إنشاء محافظة جديدة تضم بلدة توحن والمنطقة المعروفة بـرأس جردفون أو جردفوي التي كانت تابعة لمحافظة باري وتتكون من ثلاث بلدات عاصمتها مدينة علولاء.

## في الثقافة الشعبية
ورد ذكر بلدة والمنارة القريبة منها "Francesco Crispi" في رواية أندريه جوسيف "مرة واحدة في ماليندي" (في الفصل 22).